# 2019-es európai parlamenti választás Magyarországon
2019-ben európai parlamenti választást tartottak Magyarországon, mely a negyedik ilyen jellegű voksolás volt az ország történetében. A szavazás időpontja 2019. május 26-án volt.

## A választás időpontja
Európai parlamenti (EP) választást ötévente tartanak az Európai Unióban (EU). A szavazást 2019-ben – a Tanács döntésének értelmében – 2019. május 23. és 26. között kell megtartani, de a pontos dátumot (az eltérő hagyományok és jogi rendelkezések miatt) a tagállamok maguk dönthetik el. Mivel a választási eljárásról szóló törvény értelmében Magyarországon csak vasárnap lehet választást tartani, a voksolás egyetlen lehetséges időpontja 2019. május 26. A dátum hivatalossá vált, mivel a köztársasági elnök kitűzte a választás időpontját.

## Választási rendszer
A választás egyfordulós, listás szavazás, amin Magyarországon csak pártok indulhatnak. Az ország az EP javaslata alapján a 2019-es választáson is 21 képviselőt küldhet majd az Európai Parlamentbe. Az a párt állíthat listát, amely legalább 20 000 választópolgár aláírását össze tudja gyűjteni. A voksoláskor az egész ország egyetlen választókerületet alkot. Mandátumot csak az a lista szerezhet, amely megkapta az érvényes szavazatok legalább 5%-át. A képviselő helyeket az ún. d’Hondt-módszerrel osztják el. Az egyes listákról a jelöltek a pártok által eredetileg bejelentett sorrendben jutnak mandátumhoz.

## Induló pártok, pártszövetségek
| Indulási szándékukat bejelentett pártok |
| --- |
| - A Haza Pártja - Demokraták Pártja - Demokratikus Koalíció - Egyenlőség Roma Párt - Egységes Magyar Nemzeti Néppárt - Európai Független-Centrum Párt - Fidesz – Magyar Polgári Szövetség - Jobbik Magyarországért Mozgalom - Kereszténydemokrata Néppárt - Lehet Más a Politika - Magyar Gazdaság Párt - Magyar Kétfarkú Kutya Párt - Magyar Liberális Párt - Magyar Munkáspárt - Magyar Szocialista Párt - Magyarországi Munkáspárt 2006 – Európai Baloldal - Magyarországi Nemzetiségek Pártja - Mi Hazánk Mozgalom - Momentum Mozgalom - Párbeszéd Magyarországért - Platón Párt - Roma Szociáldemokrata Párt - Tea Párt Magyarország - Vállalkozók Szövetsége a Reformokért - Zöldek Pártja |

Határidőre (április. 23. 16 óra) 11 párt vagy pártszövetség adta le az ajánlásgyűjtő íveket. A Nemzeti Választási Bizottság (NVB) két párt – az Egységes Magyar Nemzeti Néppárt és a Tea Párt Magyarország – nyilvántartásba vételét elutasította, mert nem volt meg a listaállításhoz szükséges 20 ezer érvényes ajánlásuk. A választáson tehát 9 párt vagy pártszövetség listája közül lehet választani, a Nemzeti Választási Bizottság (NVB) által kisorsolt szavazólapi sorrend a következő:
Egyes pártok különböző európai pártcsoportnak a tagjai (lásd az alábbi listában). A képviselők nem országok szerint ülnek az Európai Parlamentben, hanem politikai hovatartozás alapján. A politikai pártok csoportokba szerveződnek a parlamentben. Ezek a pártcsoportok függetlenek az európai pártoktól, de szorosan kötődnek hozzájuk. A nemzetközi képviselőcsoporton belül az egy párthoz tartozók munkáját a delegációvezetők irányítják. Ezért az európai parlamentben képviselt álláspontjuk a frakciófegyelemnek megfelelően eltérhet a haza politikában hangoztatott nézeteiktől.
1. Magyar Szocialista Párt–Párbeszéd Magyarországért      S&D –      Zöldek
2. Magyar Kétfarkú Kutya Párt       Független
3. Jobbik Magyarországért Mozgalom       Független
4. Fidesz – Magyar Polgári Szövetség–Kereszténydemokrata Néppárt       EPP  A Fidesz tagsága felfüggesztve.
5. Momentum Mozgalom       ALDE
6. Demokratikus Koalíció       S&D
7. Mi Hazánk Mozgalom       Független
8. Magyar Munkáspárt       Független
9. Lehet Más a Politika       Zöldek

## Választási programok
A választáson induló pártok választási programjai:
| Párt       | Program címe (alcíme)                                                              | Bemutatásának időpontja |
| ---------- | ---------------------------------------------------------------------------------- | ----------------------- |
| Fidesz     | Nekünk Magyarország az első                                                        | 2019. április 6.        |
| DK         | Európa, MARADUNK!                                                                  | 2019. április 14.       |
| Momentum   | Ne adjuk a jövőnket!                                                               | 2019. március 2.        |
| MSZP       | Haza. Szeretet. Európa. Európában hazánk érdekeiért, itthon az európai értékekért. | 2019. február 26.       |
| Jobbik     | Biztonságos Európát, szabad Magyarországot!                                        | 2019. február 8.        |
| Mi Hazánk  | A Mi Hazánk Európája                                                               | 2019. január 27.        |
| MKKP       | Ingyen sör Európában is, bevándorlás, kivándorlás                                  | 2019.                   |
| LMP        | Európa zöld lesz, vagy nem lesz!                                                   | 2019. március 25.       |
| Munkáspárt | Legyen Európa a miénk!                                                             | 2019. április 6.        |

## Közvélemény-kutatások
Várható szavazatarányok (százalékban) és mandátumbecslés.
| Felmérés ideje                 | Forrás                                                                  | Fidesz-KDNP | Fidesz-KDNP | Jobbik | Jobbik | MSZP–PM | MSZP–PM | DK    | DK  | Momentum | Momentum | LMP  | LMP | MKKP | MKKP | Mi Hazánk | Mi Hazánk |
| Felmérés ideje                 | Forrás                                                                  | %           | M.          | %      | M.     | %       | M.      | %     | M.  | %        | M.       | %    | M.  | %    | M.   | %         | M.        |
| ------------------------------ | ----------------------------------------------------------------------- | ----------- | ----------- | ------ | ------ | ------- | ------- | ----- | --- | -------- | -------- | ---- | --- | ---- | ---- | --------- | --------- |
| 2019. május 25.                | Nézőpont                                                                | 55          | 13-14       | 9      | 2      | 10      | 2       | 11    | 2-3 | 7        | 1        | 3    | -   | 2    | -    | 3         | -         |
| 2019. május 24.                | Politico                                                                | 55,08       | 14          | 9,53   | 2      | 8,51    | 2       | 10,68 | 2   | 6,02     | 1        | 3,34 | -   | 3    | -    | 1,53      | -         |
| 2019. május 16-22.             | Publicus                                                                | 52          | 14          | 13     | 2      | 13      | 2       | 11    | 2   | 6        | 1        | 4    | -   | 1    | -    | 1         | -         |
| 2019. május 15-18.             | Medián                                                                  | 52          | 13          | 11,5   | 3      | 10,5    | 2       | 10    | 2   | 5,5      | 1        | 4    | -   | 3    | -    | 3         | -         |
| 2019. május 10-18.             | Századvég                                                               | 54,8        | 14          | 9,7    | 2      | 7,5     | 1       | 11,8  | 3   | 6,5      | 1        | 3,2  | -   | na.  | -    | 3,2       | -         |
| 2019. május 15.                | MR center Archiválva 2019. május 26-i dátummal a Wayback Machine-ben    | 42,1        | 12          | 9,8    | 2      | 9,5     | 2       | 8,3   | 2   | 6,2      | 1        | 1,8  | -   | 3,5  | -    | 8,3       | 2         |
| 2019 május                     | Nézőpont                                                                | 54          | 13          | 10     | 2      | 10      | 2       | 10    | 2   | 6        | 1        | 5    | 1   | 3    | -    | 2         | -         |
| 2019. május 4-14.              | Závecz                                                                  | 53          | -           | 12     | -      | 12      | -       | 11    | -   | 4        | -        | 5    | -   | 2    | -    | 2         | -         |
| 2019. május 2-6.               | Idea Intézet Archiválva 2019. május 13-i dátummal a Wayback Machine-ben | 50          | -           | 13     | -      | 12      | -       | 9     | -   | 3        | -        | 5    | -   | 2    | -    | na.       | -         |
| 2019. április 1–26.            | Nézőpont                                                                | 57          | 14          | 10     | 2      | 10      | 2       | 8     | 2   | 5        | 1        | 4    | -   | 2    | -    | 2         | -         |
| 2019. április 15–25.           | Závecz                                                                  | 57          | -           | 6      | -      | 13      | -       | 11    | -   | 5        | -        | 4    | -   | 2    | -    | 1         | -         |
| 2019. április 10–21.           | Századvég                                                               | 54          | -           | 14     | -      | 10      | -       | 9     | -   | 4        | -        | 4    | -   | na.  | -    | 2         | -         |
| 2019. április első fele        | Závecz                                                                  | 53          | -           | 12     | -      | 12      | -       | 9     | -   | 4        | -        | 4    | -   | 2    | -    | 2         | -         |
| 2019. március-április          | Medián                                                                  | 53          | -           | 11     | -      | 12      | -       | 8     | -   | 5        | -        | 7    | -   | 2    | -    | na.       | -         |
| 2019. március 29. – április 1. | Idea Intézet                                                            | 48          | -           | 14     | -      | 12      | -       | 9     | -   | 6        | -        | 4    | -   | 3    | -    | 2         | -         |
| 2019. március 13-20.           | Publicus                                                                | 52          | 13          | 16     | 3      | 15      | 3       | 6     | 1   | 6        | 1        | 3    | -   | 2    | -    | na.       | -         |
| 2019. március közepe           | Závecz                                                                  | 50          | -           | 14     | -      | 13      | -       | 9     | -   | 5        | -        | 4    | -   | 1    | -    | 2         | -         |
| 2019. március 1–28.            | Nézőpont                                                                | 56          | 14          | 12     | 3      | 11      | 2       | 6     | 1   | 4        | -        | 5    | 1   | 4    | -    | 2         | -         |
| 2019. február 28. – március 3. | Idea Intézet                                                            | 47          | -           | 17     | -      | 12      | -       | 9     | -   | 4        | -        | 3    | -   | 4    | -    | 2         | -         |
| 2019. január 31. – február 22. | Nézőpont                                                                | 54          | 14          | 13     | 3      | 11      | 2       | 6     | 1   | 4        | -        | 5    | 1   | 4    | -    | 3         | -         |
| 2019. február 5–15.            | EP                                                                      | 53          | 13          | 13,3   | 3      | 12,3    | 3       | 8,3   | 2   | 3,7      | -        | 4,7  | -   | 1,7  | -    | 2         | -         |
| 2019. február 3–10.            | Závecz                                                                  | 49          | -           | 14     | -      | 12      | -       | 9     | -   | 4        | -        | 4    | -   | 2    | -    | 2         | -         |
| 2019. február 6.               | EP Archiválva 2019. február 21-i dátummal a Wayback Machine-ben         | 49,3        | 13          | 15,5   | 4      | 13,3    | 3       | 7,2   | 1   | 5        | 1        | 4,5  | -   | 3,7  | -    | 1,2       | -         |

## Jelöltek
A pártlistákon szereplő jelöltek (félkövérrel szedve a mandátumot nyert képviselők neve):
| Fidesz–KDNP | DK | Momentum | MSZP–Párbeszéd | Jobbik |
| --- | --- | --- | --- | --- |
| 1. Trócsányi László 2. Szájer József 3. Járóka Lívia 4. Deutsch Tamás 5. Gyürk András 6. Gál Kinga 7. Hölvényi György 8. Győri Enikő 9. Kósa Ádám 10. Bocskor Andrea 11. Deli Andor 12. Hidvéghi Balázs 13. Tóth Edina 14. Kovács István 15. Erdős Norbert 16. Rákossy Balázs 17. Schanda Tamás 18. Faragó Csaba 19. Király Nóra 20. Ékes József 21. Losonci Gergely | 1. Dobrev Klára 2. Molnár Csaba 3. Rónai Sándor 4. Ara-Kovács Attila 5. Horváth Jácint 6. Eörsi Mátyás 7. Ráczné Földi Judit 8. Sebián-Petrovszki László 9. Glázer Tímea 10. Király Miklós 11. Mezei János Zsolt 12. Szuhai Viktor 13. Szabó Zoltán Gábor 14. Réger-Dallos Dominik 15. Koromné Fenyvesi Rozi 16. Szabó Zoltán Ferenc 17. Konczer Erik Ferenc 18. Kondé Gábor 19. Deákné Ződi Ágnes Jolán 20. Hordós István 21. Deák Istvánné | 1. Cseh Katalin 2. Donáth Anna Júlia 3. Nemes Balázs 4. Csillag Tamás 5. Kádár Barnabás 6. Kerpel-Fronius Gábor 7. Kimmer Diána 8. Paróczai Anikó 9. Daám Alexandra 10. Tabajdi Péter 11. Menyhárt Tamás 12. Sóber Szabolcs 13. Bárdi Zsuzsanna 14. Retezi Richárd 15. Molnár Álmos 16. Sebők Éva 17. Szarvas Koppány Bendegúz 18. Berg Dániel 19. Buzinkay György 20. Hajnal Miklós 21. Fekete-Győr András | 1. Tóth Bertalan 2. Ujhelyi István 3. Szanyi Tibor 4. Jávor Benedek 5. Tüttő Kata 6. Fazakas Szabolcs 7. Kálló Dániel 8. Harangozó Gábor 9. Dorosz Dávid 10. Gurmai Zita 11. Mester Barnabás 12. Szabó Tímea 13. Andor László 14. Kovács László 15. Szabó Zsolt 16. Bárány Balázs 17. Herczog Edit 18. Béres András 19. Hegyi Gyula 20. Csige Tamás 21. Szabó Rebeka | 1. Gyöngyösi Márton 2. Balczó Zoltán 3. Jakab Péter 4. Bana Tibor 5. Z. Kárpát Dániel 6. Brenner Koloman 7. Lukács László György 8. Szalayné Pánczél Ágnes 9. Dudás Róbert 10. Szalay Szabolcs 11. Tokody Marcell Gergely 12. Soós Antalné Molnár Erzsébet 13. Samu Tamás Gergő 14. Bencsik János 15. Kósi Márk 16. Szabó Balázs 17. Kovács Dávid Attila 18. Schwarcz-Kiefer Patrik 19. Völgyi Péter 20. Szabó Gábor 21. Sneider Tamás |

| Mi Hazánk | MKKP | LMP | Munkáspárt                                                                                        |
| --- | --- | --- | ------------------------------------------------------------------------------------------------- |
| 1. Toroczkai László 2. Dúró Dóra 3. Árgyelán János 4. Popély Gyula 5. Gulya Tibor 6. Ferenczi Gábor 7. Fiszter Zsuzsanna 8. Grundtner András 9. Dorogi György 10. Czeglédi János 11. Nagy Zoltán 12. Pakusza Zoltán 13. Ferencz Gergő 14. Angyalosi Sándor 15. Császár Károly 16. Boda Bánk László 17. Juhász Szilárd 18. Faragó Dániel 19. Mészáros Sándor 20. Boros István 21. Kelemen Csaba | 1. Döme Zsuzsanna 2. Kovács Gergely 3. Juhász Veronika 4. Victora Zsolt 5. Fűrész Gábor 6. Bodor Sándor | 1. Vágó Gábor 2. Demeter Márta 3. Kendernay János 4. Kóbor József 5. Kanász-Nagy Máté 6. Turcsán Szabolcs 7. Jakabfy Tamás 8. Szabóné Szendefy Mária 9. Hanák Gábor 10. Ferenczi István 11. Lengyel Szilvia 12. Rácz Gábor 13. Fehér Zsuzsanna Éva 14. Perneczky László 15. Mizsei László 16. Pitz Dániel 17. Fábián Krisztina 18. Császár Simon Gergely 19. Zagyva Gabriella 20. Józsa László 21. Rapai Tibor | 1. Thürmer Gyula 2. Fehérvári Zsolt István 3. Kalmár Dávid 4. Frankfurter Zsuzsanna 5. Koch János |

## Eredmények

### Részvételi adatok
| 2019. május 26. | 2019. május 26. | 2019. május 26. |
| --------------- | --------------- | --------------- |
| 7:00-ig         | 1,48%           | 116 491 fő      |
| 9:00-ig         | 7,78%           | 612 414 fő      |
| 11:00-ig        | 17,16%          | 1 351 049 fő    |
| 13:00-ig        | 24,01%          | 1 890 587 fő    |
| 15:00-ig        | 30,52%          | 2 402 545 fő    |
| 17:00-ig        | 37,06%          | 2 917 423 fő    |
| 18:30-ig        | 41,74%          | 3 285 687 fő    |
| 19:00-ig        | 43,48%          | 3 470 566 fő    |

### Szavazatok és mandátumok
| Párt vagy pártszövetség | Párt vagy pártszövetség                                       | Szavazatok | Szavazatok | Mandátumok | Mandátumok | Mandátumok                |
| Párt vagy pártszövetség | Párt vagy pártszövetség                                       | száma      | százalék   | száma      | százalék   | változása 2014-hez képest |
| ----------------------- | ------------------------------------------------------------- | ---------- | ---------- | ---------- | ---------- | ------------------------- |
|                         | Fidesz – Magyar Polgári Szövetség–Kereszténydemokrata Néppárt | 1 824 220  | 52,56%     | 13         | 61,90%     | +1                        |
|                         | Demokratikus Koalíció                                         | 557 081    | 16,05%     | 4          | 19,05%     | +2                        |
|                         | Momentum Mozgalom                                             | 344 512    | 9,93%      | 2          | 9,52%      | +2                        |
|                         | Magyar Szocialista Párt–Párbeszéd Magyarországért             | 229 551    | 6,61%      | 1          | 4,76%      | -2                        |
|                         | Jobbik Magyarországért Mozgalom                               | 220 184    | 6,34%      | 1          | 4,76%      | -2                        |
|                         | Mi Hazánk Mozgalom                                            | 114 156    | 3,29%      | 0          | 0%         | -                         |
|                         | Magyar Kétfarkú Kutya Párt                                    | 90 912     | 2,62%      | 0          | 0%         | -                         |
|                         | Lehet Más a Politika                                          | 75 498     | 2,18%      | 0          | 0%         | -1                        |
|                         | Magyar Munkáspárt                                             | 14 452     | 0,42%      | 0          | 0%         | -                         |
| Összesen                | Összesen                                                      | 3 470 566  | 100        | 21         | 100        |                           |

### Mandátumok az európai parlamenti frakciókban
| Frakció | Frakció     | Mandátumok | Mandátumok                | Pártok         |
| Frakció | Frakció     | száma      | változása 2014-hez képest | Pártok         |
| ------- | ----------- | ---------- | ------------------------- | -------------- |
|         | EPP         | 13         | +1                        | Fidesz–KDNP    |
|         | S&D         | 5          | +1                        | DK, MSZP       |
|         | ALDE        | 2          | +2                        | Momentum       |
|         | Függetlenek | 1          | -2                        | Jobbik         |
|         | Greens/EFA  | 0          | -2                        | LMP, Párbeszéd |